# 제임스 엘스워스

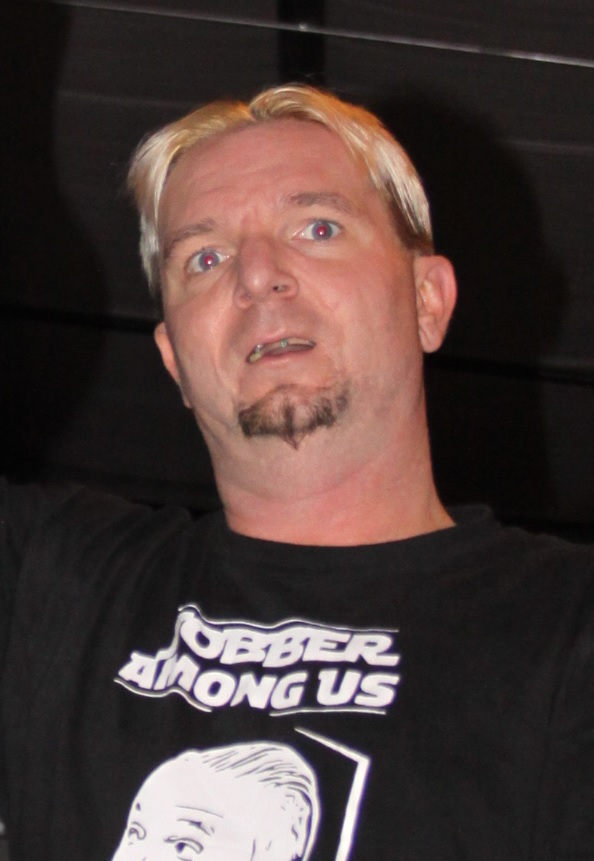

제임스 엘스워스(1984년 12월 11일 ~ )는 미국의 남자 프로 레슬링 선수이다. 키는 176cm이며, 몸무게는 80kg이다. 본명은 지미 엘스워스 모리스(Jimmy Ellsworth Morris)이다. 2002년 프로레슬링에 입문을 했고 피니쉬는 위스카스(더블 언더훅 페이스버스터), 노 친 뮤직(슈퍼킥)으로 사용을 한다. 처음에는 2016년 7월 25일 WWE RAW에서 지역 자버로서 브라운 스트로우먼에게 도전을 하다가 끝내 패배한다. 2016년 10월 11일 WWE 스맥다운 라이브에서는 딘 앰브로스의 부하로 AJ 스타일스와의 세그먼트 도중 등장해 AJ 스타일스와 경기를 가져 특별심판으로 배정받은 딘 앰브로스의 도움으로 승리했다. 2016년 10월 18일 스맥다운 라이브에선 테마곡과 함께 등장해 관중들의 열렬한 응원 속에서 WWE 월드 챔피언쉽 경기를 가져 얻어맞기만 하다가 딘 앰브로스가 링사이드에서 계속 AJ 스타일스를 방해한 덕에 노 친 뮤직을 시전하기도 했다. 이후 계속된 딘 앰브로스의 방해에 분노한 AJ가 심판의 제지에도 코너에서 계속 공격해 DQ승을 얻었다. 2016년 10월 25일 스맥다운 라이브에선 딘 앰브로즈와 AJ 스타일스와의 앰브로즈의 챔피언쉽 결정권이 걸린 논타이틀 경기에서 링 밖에서 앰브로즈를 응원한다. 하지만 후반부에 AJ에게 노 친 뮤직을 가해 본의 아니게 AJ만 도와주는 꼴이 되고 딘 에게 DQ패를 안기고 만다. 11월2일 딘 앰브로스와 AJ 스타일스 경기 시작 전에 앰브로스가 엘스워스를 경기장 밖으로 내보내는가 싶었는데, 경기 도중에 딘을 응원하러 관중석에서 튀어나왔다. 이에 안전요원들이 잡으러 오자 도로 관중석으로 도망쳤고, 얼마 후에 안전요원들을 피해 다시 링 주변으로 나왔지만 결국 붙잡혔다. 그리고 거슬린다는 듯 또 AJ의 공격을 받았으나 덕분에 AJ가 정신이 팔린 사이 딘에게 더티 디즈를 맞고 패해 결과적으로 딘이 다시 한번 챔피언쉽에 도전하는 데에 일조했다. 그리고는 경비원들에게 붙잡힌 채로 질질 끌려나갔다. 그리고 2018년 7월 24일 진행되었던 WWE 스맥다운에서 AJ 스타일스에게 끼어들다가 페이지에 의해 완전 해고를 당하고 말았다.

## 수상
- 302 프로레슬링 태그팀 챔피언 1회 - 아담 어글리
- ACW 태그팀 챔피언 1회 - 아담 어글리
- CP 월드 크루저웨이트 챔피언 1회
- 1CW 월드 태그팀 챔피언 2회 - 아담 어글리, 레지 렉
- MCW 월드 크루저웨이트 챔피언 4회
- PPW 태그팀 챔피언 1회 - 아담 어글리
- PWI 랭크드 힘 #410 오브 더 탑 500 싱글즈 레슬러 인 더 PWI 500 인 2017
- UCW 월드 헤비웨이트 챔피언 3회
- 도미닉 데누치 토너먼트 2011